# Witold Gombrowicz

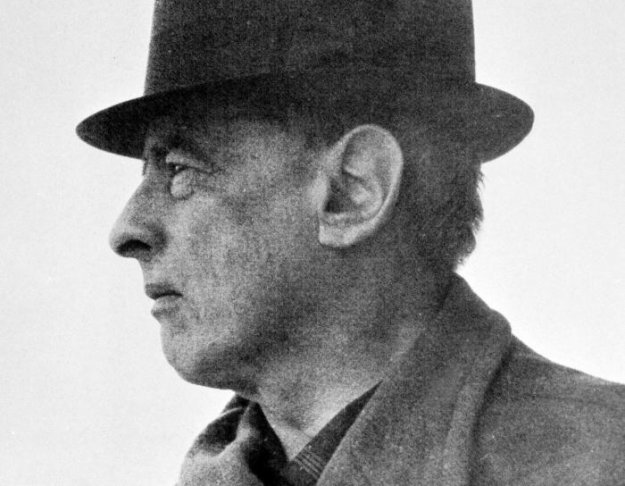
Witold Gombrowicz in Vence

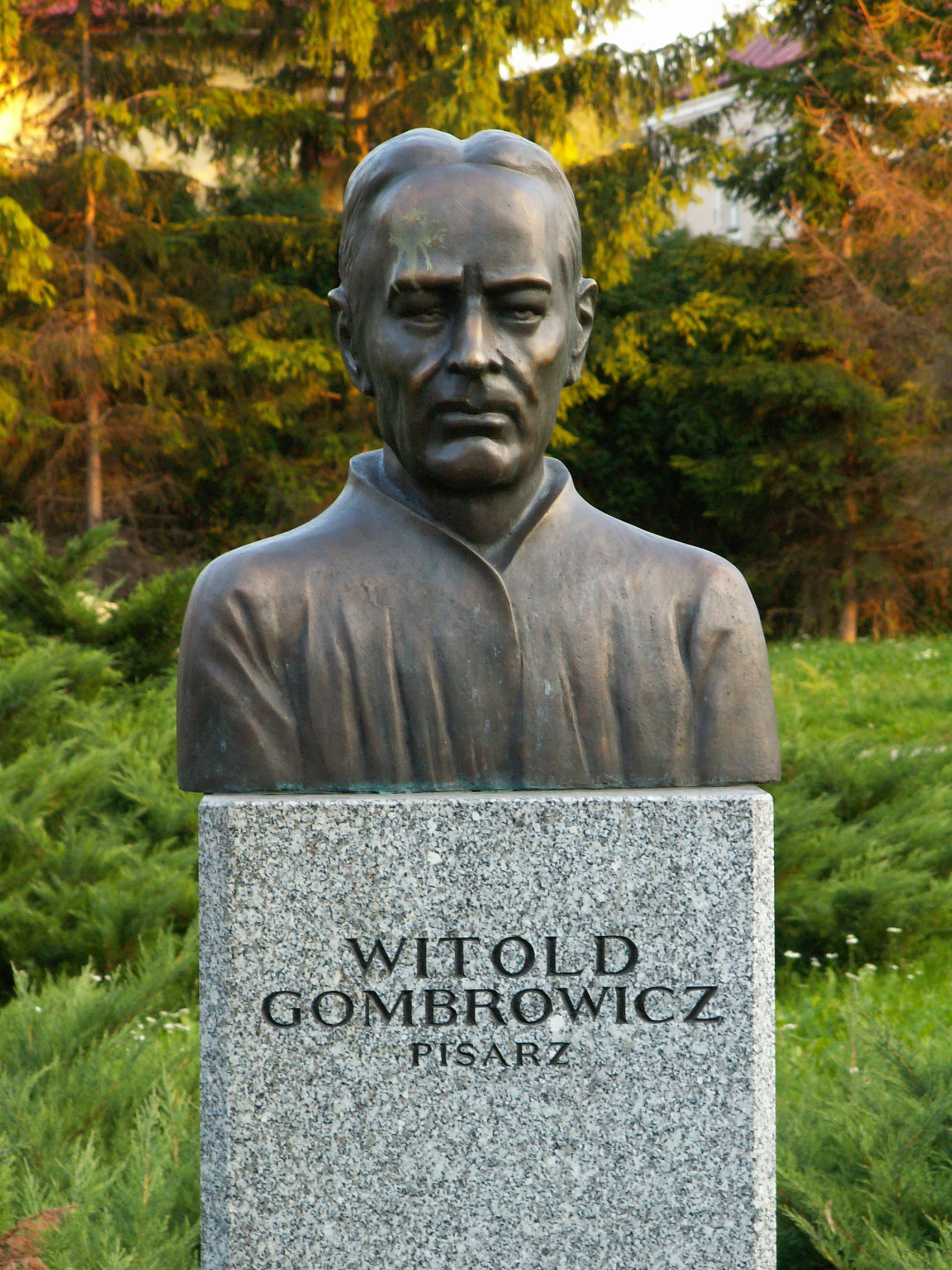
Büste in Kielce

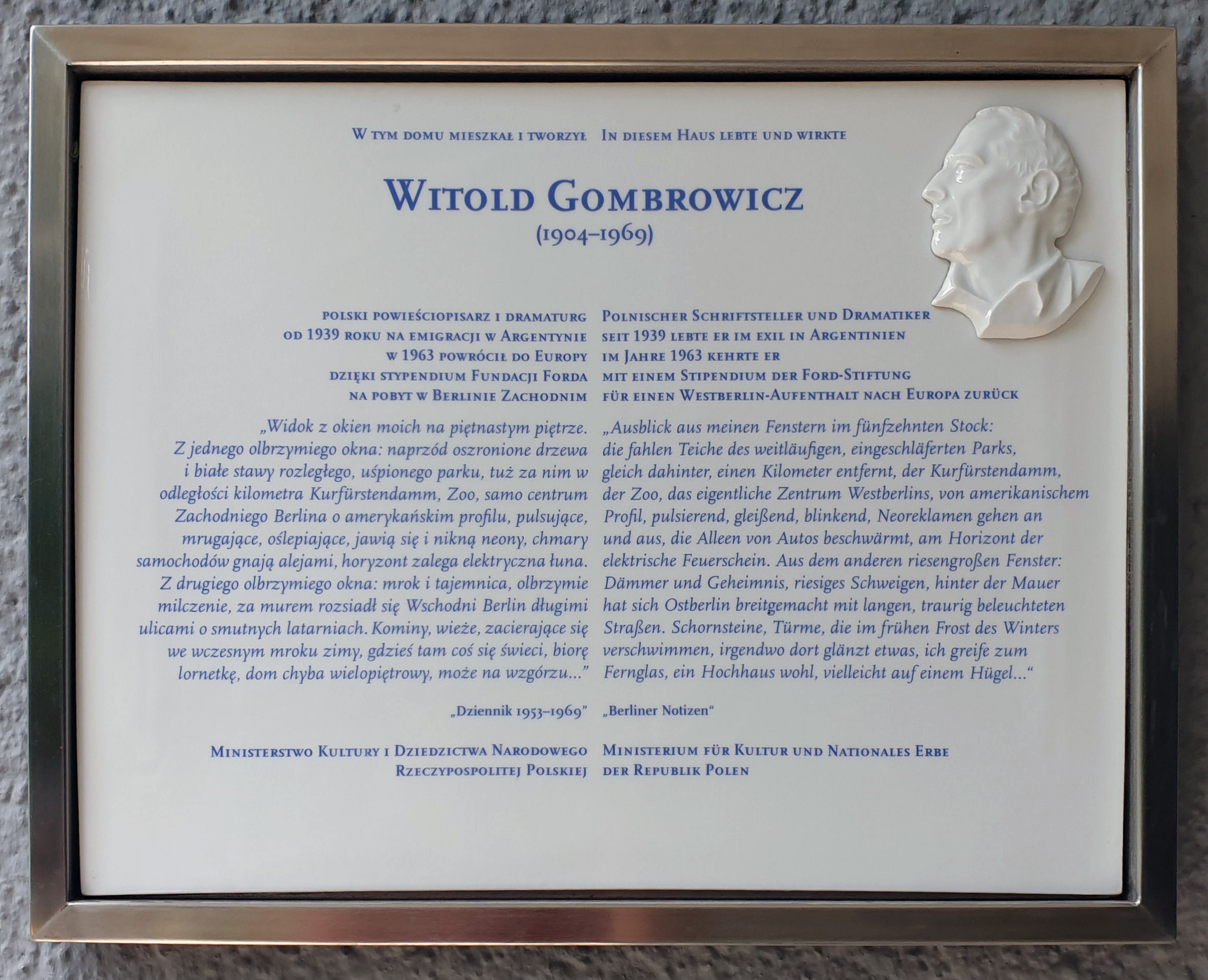
Gedenktafel am Haus, Bartningallee 11, in Berlin-Hansaviertel

Witold Marian Gombrowicz (* 4. August 1904 in Małoszyce, Kongresspolen, Russisches Kaiserreich; † 25. Juli 1969 in Vence, Frankreich) war einer der bedeutendsten polnischen Schriftsteller des 20. Jahrhunderts. Seit seinem 35. Lebensjahr lebte er im Exil.

## Leben

### Familie

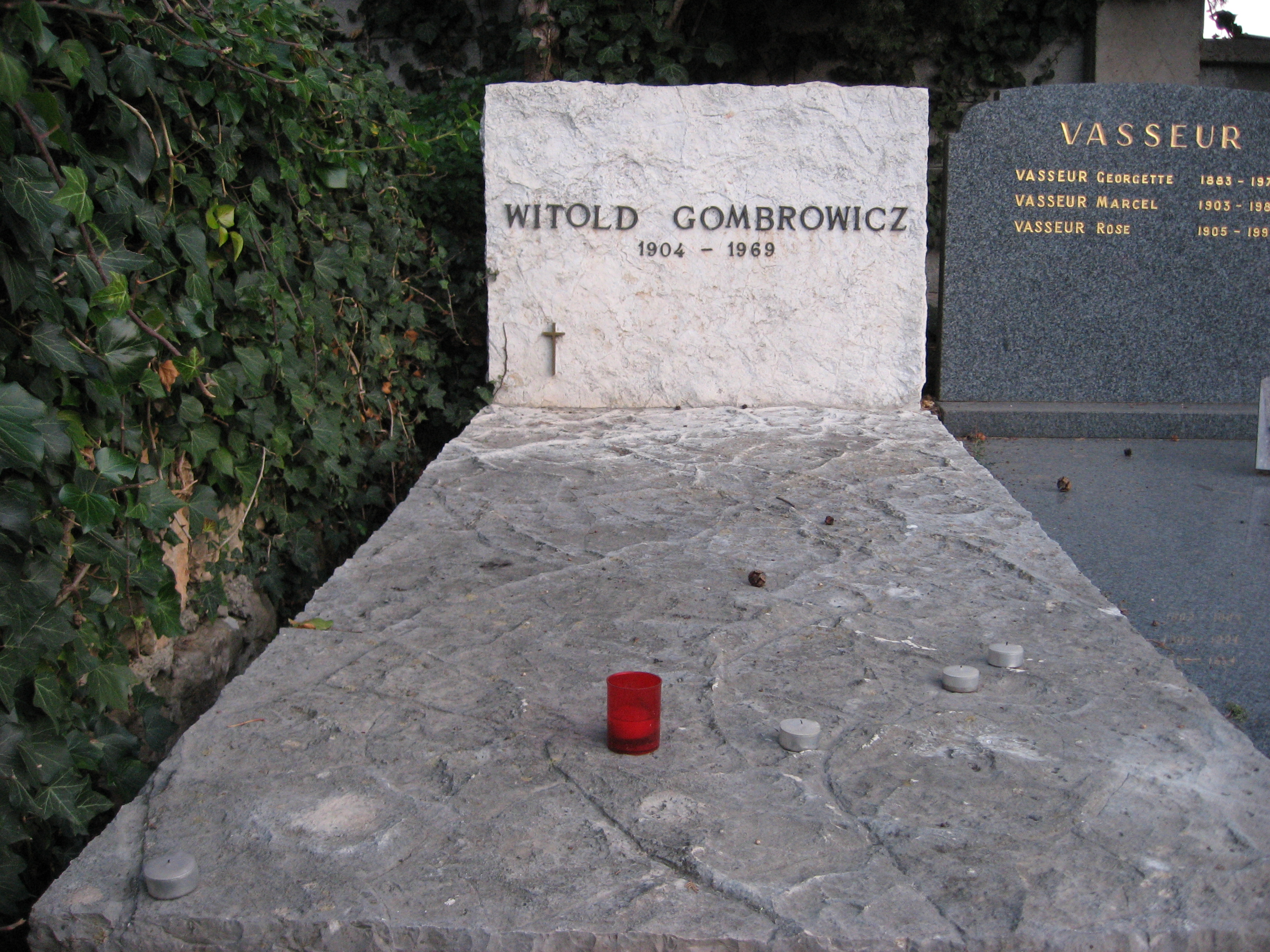
Grab von Witold Gombrowicz in Vence

Witold Gombrowicz wurde auf einem Landgut in Małoszyce nördlich der Stadt Opatów in Kleinpolen geboren. Seine Familie gehörte als Landadel zur polnischen Oberschicht. Sein Vater, Jan Onufry Gombrowicz (1868–1933), stammte aus Litauen; er verwaltete einen Teil der Güter seiner Frau, Antonina, geb. Kotkowska (1872–1959), und war Gründer einer Papierfabrik („Witulin“).
Witold hatte drei ältere Geschwister, die Brüder Janusz (1894–1968) und Jerzy (1895–1971) und die Schwester, Irena (1899–1961); die Kinder wurden von französischen und schweizerischen Kindermädchen erzogen, wodurch Witold schon früh Französisch und etwas Deutsch lernte.

### 1911–1939: Warschau und Reisen
1911 zog die Familie nach Warschau; er besuchte ab 1916 das angesehene Lyzeum St. Stanislaus-Kostka. Nach dem Abitur 1922 studierte er an der Universität Warschau Jura. Nach seinem Abschluss 1928 (licence en droit) ermutigte ihn sein Vater, das Studium in Paris fortzusetzen, wo er sich zwar am Institut des hautes études internationales einschrieb, die Zeit aber vor allem mit ausgedehnten Reisen verbrachte. 1929 kehrte Gombrowicz nach Warschau zurück und wurde zunächst Referendar an einem Warschauer Gericht, doch kam eine juristische Karriere für ihn nicht infrage. Finanziell durch das Erbe seines Vaters bestens situiert pflegte er den Lebensstil eines jungen Bohemiens und verkehrte in den literarischen Cafés der Stadt, knüpfte Kontakte zu Literaten und Künstlern und begann zu schreiben. 1937 erschien sein erster Roman „Ferdydurke“, der bis heute als zentrales Werk innerhalb seines literarischen Schaffens angesehen wird und zudem als eines der Schlüsselwerke der modernen polnischen Literatur gilt.

### 1939–1963: Argentinisches Exil
Nach der Veröffentlichung von Ferdydurke begab sich Gombrowicz wieder auf Reisen, zunächst nach Italien und im Juli 1939, kurz vor Beginn des Zweiten Weltkrieges, unternahm er eine Schiffsreise nach Buenos Aires in Argentinien an Bord der MS Chrobry – des damals neuesten polnischen Transatlantikliners (11.442 BRT). Wegen des Kriegsausbruchs kehrte er nicht mehr nach Polen zurück und blieb letztlich 24 Jahre in Argentinien.
Ohne Zugriff auf sein Vermögen war er auf die Unterstützung und Förderung durch die polnische Community in Buenos Aires angewiesen. Zwischen 1947 und 1955 ging er einer ungeliebten Anstellung bei der Banco Polaco nach, die ihm einen bescheidenen Lebensunterhalt sicherte. Als seine eigentliche Lebensaufgabe betrachtete er jedoch das Schreiben und die Leidenschaft für das Schachspiel.

### 1963–1964: Berlin
Auf Einladung der Ford Foundation kehrte er 1963 nach Europa (an Bord des italienischen 21.000-Tonnen-Turbinendampfers Federico C.) zurück, jedoch nicht in die Volksrepublik Polen, sondern zunächst nach Paris. Dank des Stipendiums der Ford Foundation ging Gombrowicz im Mai 1963 als Artist in Residence für ein Jahr nach West-Berlin, gleichzeitig mit Ingeborg Bachmann. Die beiden freundeten sich an. Dagegen fand er zu bundesdeutschen Nachkriegsautoren keinen Zugang; ein persönliches Zusammentreffen mit Günter Grass endete für ihn in Langeweile.

### 1964–1969: Letzte Jahre in Frankreich
Obwohl er in Berlin Polen bereits atmosphärisch wahrnahm, fuhr er nicht dorthin, sondern ließ sich 1964 in Vence nahe Nizza in Südfrankreich nieder. Die Erlöse seiner mittlerweile in mehrere Sprachen übersetzten Werke verschafften ihm ein gesichertes Einkommen. Seine steigende internationale Bekanntheit nährte sogar Hoffnungen auf den Literaturnobelpreis.
1968 heiratete er Rita Labrosse (* 1935).
1969 starb Witold Gombrowicz an den Folgen seiner lebenslangen Asthma-Erkrankung und einem Herzleiden. Sein Grab befindet sich in Vence.

## Schaffen
Bereits Gombrowicz’ Frühwerk, der Erzählband Pamiętnik z okresu dojrzewania (dt. Memoiren aus der Epoche des Reifens) von 1933, wurde von der polnischen Kritik gänzlich missverstanden. Eines der Motive des 1938 erschienenen Romans Ferdydurke ist daher die Abrechnung mit der Ignoranz der Kritiker, der „intellektuellen Tanten“ oder „Kulturtanten“, wie sie Gombrowicz nennt, die den Schriftsteller sein Leben lang begleitete. Seitdem war Gombrowicz bemüht, die Leser und Kritiker über seine Absichten aufzuklären. Jede der drei zu Lebzeiten des Autors erschienenen Ausgaben von Trans-Atlantyk (1951 (Auszüge) und 1953 in Paris, 1957 in Polen) versah Gombrowicz mit einem neuen Vorwort. Um das Verständnis seiner selbst und seines Werkes durchzusetzen, begann er 1953 sein Tagebuch (Dziennik) zu schreiben, das regelmäßig in der Pariser Zeitschrift Kultura erschien. Jahre später wurde es von der Literaturwissenschaft als sein bedeutendstes Werk bezeichnet. In den 1960er Jahren entstanden zwei weitere Romane, Pornografia (1960) (verschiedene deutsche Ausgaben: Verführung und Pornographie) und Kosmos (1965) (verschiedene deutsche Ausgaben: Indizien und Kosmos). Spätestens in dieser Zeit wurde Gombrowicz’ schriftstellerische Bedeutung auch international anerkannt.
In der Volksrepublik Polen wurde Gombrowicz 1953 vom stellvertretenden Ministerpräsidenten Józef Cyrankiewicz angeprangert, weil er mit Feuereifer die Argumente deutscher Chauvinisten aufgegriffen habe.

## Inhalte
Seinen Figuren, wie auch sich selbst, räumt Gombrowicz das Recht auf Individualität und geistige Freiheit ein, und zwar unabhängig von jeder Konvention. Jedes Individuum berechtigt er zur lebenslangen „Unreife“, die für ihn die Abwehr gegen die „reifen“ Formen des Lebens (herrschende Ideologien, Religionen, Nationalismen, gesellschaftliche Normen) und der Kunst (literarische und künstlerische Konventionen) symbolisiert. Mit diesem Programm spricht Gombrowicz Themen an, die Jean-Paul Sartre kurze Zeit später im Begriff des Existenzialismus zusammenfasst.
Obwohl Gombrowicz von seiner Reise 1939 bis zu seinem Tod in der Emigration lebte, setzte er sich unermüdlich mit der Problematik seines Heimatlandes auseinander. Als Pole war er der Auffassung, dass ausgerechnet die polnische Tradition der geistigen Entwicklung seines Heimatlandes im Wege stehe. Mit seiner Absage an das schwere romantische Erbe Polens rief er seine Landsleute dazu auf, sich von dem alten Polentum zu befreien, und zwar durch individuelle und nicht nur kollektive Handlungen. Von der Kritik wurde dieses Motiv als Angriff auf die polnische Tradition aufgefasst und war mit ein Grund für Gombrowicz’ langjähriges Publikationsverbot in Polen, das v. a. ideologisch begründet war, da seine literarische Darstellungsweise nicht den Kriterien des Sozialistischen Realismus entsprach. Gleichwohl konnten in der Tauwetter-Periode das Theaterstück Die Trauung, der Roman Trans-Atlantik sowie der Erzählungsband Bakakaj einmalig erscheinen.
2013 gab seine Witwe sein geheimes Tagebuch Kronos heraus, in dem er unter anderem sein homosexuelles Sexualleben protokollierte, das sich über Jahrzehnte auf junge Männer fixiert hatte.

### Der Roman
Als Romancier knüpft Gombrowicz an die Tradition des komischen Romans an (im Sinne von François Rabelais, Miguel de Cervantes sowie Henry Fielding). Die von ihm behandelten existenziellen Probleme wirken deshalb unernst und lustig, was häufig missverstanden wird. Auf diese Weise hebt Gombrowicz die seiner Meinung nach kraftlose Kunst der Moderne und insbesondere des Romans auf, den er für steril, versnobt und unehrlich gegenüber der Realität hält.

### Die Form und die „Unform“
Den Bruch mit den Konventionen und steifen Formen vollzieht Gombrowicz in seinen Werken nicht nur inhaltlich, sondern überträgt ihn auch auf die Werkform und Werksprache. Er experimentiert mit historisch bewährten literarischen Gattungen, vermischt sie miteinander und übersetzt sie in seine persönliche Sprache. Die daraus resultierende Form ist eine „Unform“, seine Romane werden zu „Antiromanen“.

## Rezeption
- Seine Werke erschienen seit 1951 in Frankreich, seit 1959 auch in Deutschland, in Polen erst seit 1986.
- Der polnische Sejm erklärte das Jahr 2004 in Erinnerung an seinen hundertsten Geburtstag zum Witold-Gombrowicz-Jahr
- Der Witold-Gombrowicz-Literaturpreis (polnisch Nagroda Literacka im. Witolda Gombrowicza) ist eine polnische literarische Auszeichnung. Er wird für das bedeutendste Prosadebüt eines Autors oder einer Autorin verliehen, das im Vorjahr auf Polnisch erschienen ist. Als Debüt wird sowohl das erste als auch das zweite Buch eines Autors verstanden. Der Preis wird in Radom verliehen und ist mit 40.000 Złoty dotiert. Er wird vom Bürgermeister sowie vom Witold-Gombrowicz-Museum organisiert.
- Am 19. Juli 2021 wurde an seinem ehemaligen Wohnort, Berlin-Hansaviertel, Bartningallee 11, eine Gedenktafel enthüllt.

## Auszeichnungen
- 1967 in Tunis mit dem mit 20.000 US-Dollar dotierten internationalen Literaturpreis Prix Formentor für den Roman Kosmos

## Werke

### Erzählungen
- Pamiętnik z okresu dojrzewania (Memoiren aus der Epoche des Reifens) (1933).
- Bakakaj (dt. Bacacay) (1957) (zweite, verbesserte und um zwei neue Erzählungen vermehrte Ausgabe von Memoiren aus der Epoche des Reifens)

### Romane
- Ferdydurke (1938) (dt. Ferdydurke, 1960; Fischer TB 16434, 1983, ISBN 3-596-16434-6) (unter Nazis und Kommunisten verboten, gehört der Roman inzwischen zum Kanon an polnischen Oberschulen)
- Opętani (1939) (dt. Die Besessenen, 1989)
- Trans-Atlantyk (1953) (dt. Trans-Atlantik, 1964)
- Pornografia (1960) (dt. Die Verführung, 1963, sowie Pornographie, 1984)
- Kosmos (1965) (dt. Indizien, 1966 sowie Kosmos 2005)

### Theaterstücke
- Iwona Księżniczka Burgunda (dt. Yvonne, die Burgunderprinzessin) (1935)
  - 1983: Yvonne, die Prinzessin von Burgund. Hörspielbearbeitung des ORF-Landesstudios Oberösterreich – Regie: Ferry Bauer (Länge: 119:19 Minuten)[7]
- Ślub (dt. Die Trauung) (1953)
- Operetka (dt. Operette) (1966)
- Historia (Operetka) (dt. Geschichte) (1950/51 und 1958/60)

### Tagebücher und andere Schriften
- Dziennik, 1953–1956 (dt. Tagebuch)
- Dziennik, 1957–1961
- Dziennik, 1961–1966[8]
- Testament, Entretiens avec Dominique de Roux (dt. Eine Art Testament) (1969)
- Wędrówki po Argentynie (dt. Argentinische Wanderungen und andere Schriften) (1977)
- Kronos. 2013.
- Berliner Notizen, übersetzt von Olaf Kühl. edition fotoTAPETA, Berlin 2013, ISBN 978-3-940524-24-9.
- Sakrilegien: aus den Tagebüchern 1953 bis 1967, aus dem Polnischen von Olaf Kühl, Eichborn, Reihe Die Andere Bibliothek, Frankfurt am Main 2001, ISBN 3-8218-4509-0.
- Durch die Philosophie in 6 Stunden und 15 Minuten, aus dem Französischen von Jutta Baden, Kampa Verlag, Zürich, 2022 (franz. Erstausgabe 1969)
- Tagebuch 1953–1969, aus dem Polnischen von Olaf Kühl, Zürich : Kampa, 2022, ISBN 978-3-311-10107-9
- Berliner Briefe. Mit einer Vorbemerkung von Till Greite. In: Sinn und Form 1/2023, S. 34–49

## Gesamtausgabe
- Gesammelte Werke in 11 Bänden. Fischer Taschenbuch, Frankfurt am Main 1998, ISBN 3-596-13895-7.
- Gesammelte Werke. 13 Bände, Hanser, München 1988

## Verfilmungen
- 1971: Die Sonne angreifen – nach Motiven des Romans Die Verführung – Regie: Peter Lilienthal
- 1991: Ferdydurke – Regie: Jerzy Skolimowski
- 2003: Pornografia – Regie: Jan Jakub Kolski
- 2015: Cosmos – Regie: Andrzej Żuławski

## Oper
- 1974: Die Trauung, komponiert von Volker David Kirchner, UA: 1975 Wiesbaden Hessisches Staatstheater schott-music.com
- 2002: Opérette, komponiert von Oscar Strasnoy, UA: 2003 Grand Théâtre de Reims
- 2003: Geschichte, komponiert von Oscar Strasnoy, UA: 2004 Theaterhaus Stuttgart
- 2009: Operette, komponiert von Mario Wiegand, UA: 2009 Theater Osnabrück, Libretto: Carin Marquardt und Mario Wiegand
- 2009: Yvonne, komponiert von Philippe Boesmans, UA: 2009 Opéra de Paris, Libretto: Luc Bondy
- 2010: Die Besessenen, komponiert von Johannes Kalitzke, UA: 2010 Theater an der Wien, Wien; Libretto: Christoph Klimke
- 2015: Operetka, komponiert von Michał Dobrzyński, UA: 2015 Warschauer Kammeroper, Libretto: Michał Dobrzyński[9]